# Throwdown
Throwdown es una banda estadounidense de groove metal, metalcore y beatdown hardcore proveniente de Orange County, California que se formó en 1997. Ha aparecido en festivales y giras como el Ozzfest, Sounds of the Underground y Warped Tour, compartiendo escenario con bandas como In Flames, Lamb of God, As I Lay Dying, Killswitch Engage, Soilwork, Through the Eyes of the Dead y Cavalera Conspiracy. Las canciones "Forever" y "Burn" han sido transmitidas en Headbanger's Ball de MTV2 y la revista Revolver Magazine los ha calificado como «el futuro del metal» después de haber escuchado el álbum Vendetta. Inicialmente, Throwdown era una banda de metalcore y hardcore punk, pero en sus más recientes álbumes, Venom and Tears y Deathless han tomado una dirección musical diferente, ya que su sonido ha tenido una orientación hacia el estilo "groove metal", el cual podría compararse con el de bandas como Pantera, Sepultura y Crowbar.

## Historia

### Primeros años (1997–2002)
Throwdown se formó en 1997 por el vocalista Keith Barney (quien también, al mismo tiempo, era miembro de las bandas Adamantium y Death by Stereo), los guitarristas Tommy Love y Javier Van Huss, el bajista Dom Macaluso y el batería Marc Jackson. La banda tomó el nombre de Tcomo una "irónica inroía sobre su estatura en conjunto," ya que en ese tiempo ninguno de los integrantes medía más de 5 pies y 8 pulgadas (1.73 metros). La banda lanzó su álbum debut homónimo el cual era tan solo un sencillo de 7 canciones a través de Prime Directive Records. Poco tiempo después Van Huss dejó la banda y fue reemplazado por Brandan Schieppati. Después de firmar un contrato de grabación con Indecision Records, la banda lanzó su primer álbum de estudio titulado Beyond Repair en 1998. Al año siguiente, Barney también renunció a su banda Death by Stereo para dedicarle más tiempo a Throwdown. Schieppati dejó la banda para enfocarse con sus labores en su banda original Bleeding Through, siendo reemplazado por Dave Peters. Un año después la banda ya con la nueva alineación lanzó el EP Drive Me Dead.
En 2001, Throwdown lanzó su segundo álbum de estudio, You Don't Have to Be Blood to Be Family. También lanzaron una versión-parodia de la canción "Baby Got Back" de la banda de metalcore Sir Mix-a-Lot para el álbum recopilatorio de Radical Records' Too Legit for the Pit: Hardcore Takes the Rap, en el cual también se incluyen canciones de Candiria, Stretch Arm Strong y The Movielife. El crítico de Allmusic Rick Anderson le dio al álbum una calificación de 4 estrellas y media, argumentando que la versión de Throwdown de la canción era «absolutamente hilarante». La idea de hacer una versión de una canción Hip hop fue pensada por Macaluso y Love. Originalmente ellos pensaban versionear la canción "Jump Around" de House of Pain. La banda decidió en ese momento que era demasiado difícil hacer una versión de una canción hip hop. Peters dijo: «Sir Mix-a-Lot fue fácil y divertida, y eso es prácticamente lo que nos gusta hacer, tocando cosas fáciles y al mismo tiempo divertirnos».
Al año siguiente, Barney expresó su decisión de cambiar su puesto a guitarrista (el cual también desempeña en Eighteen Visions) debido a que «perdió la voz» en la gira anterior y pidió a Dave Peters que tomara su lugar como vocalista. Poco después se unió el guitarrista Mentley mientras Barney se encontraba momentáneamente fuera de Throwdown debido a que se encontraba de gira con Eighteen Visions. A falta de un baterista permanente tras la salida de Jackson, el batería de 18V Ken Floyd se unió temporalmente. Más adelante, en el 2002, Throwdown sacó su tercer álbum, el EP Face the Mirror sin ningún otro cambio en la alineación excepto Ken Floyd.

### Haymaker(2003–2004)
Throwdown lanzó Haymaker, el álbum que contiene su "himno straight edge" "Forever," a través el sello Trustkill. La alineación contaba con Peters en las voces, Macaluso en el bajo, Love & Barney en las guitarras y un amigo suyo llamado Jarred Alexander quien fue llamado para cubrir el puesto de baterista temporalmente. Poco después salieron de gira al lado de Hatebreed para promocionar el nuevo álbum. Peters inició un proyecto musical llamado "Medic" al mismo tiempo que Macaluso y Love forman la banda "The Lost", quienes lanzaron un EP con un estilo muy similar a la banda HIM. Ninguno de los dos proyectos se mantuvo activo durante mucho tiempo y Barney comenzó a dedicarle más tiempo a 18V.
Throwdown inició el año 2004 completamente lleno de energía y nuevamente agrupados. A Barney se le preguntó si podía permitir que Mentley fuera su reemplazo oficial. Peters, Macaluso y Mentley acordaron que grabarían y saldrían de gira al mismo tiempo mientras que Love se enfocaba especialmente a Ozzfest. Poco después fueron de gira Japón con un baterista recién integrado y más tarde realizaron una pequeña gira por Europa, lo que le sirvió a Ben Dussault como bienvenida a la banda (ya que el baterista Marc Jackson tomó el puesto de guitarrista en vez de Love para esa gira). Las bandas que compartieron escenario con Throwdown en el Ozzfest de ese año fueron: Black Sabbath, Judas Priest, Slayer, Dimmu Borgir, Superjoint Ritual, Black Label Society, Slipknot, Hatebreed, Lamb of God, Atreyu, Bleeding Through, Lacuna Coil, Every Time I Die, Unearth, God Forbid, Otep, Devildriver y Magna-Fi. La banda tocó en directo una versión del clásico de Sepultura "Roots Bloody Roots". Fue también durante esas fechas en que la banda filmó su primer vídeo musical de la canción "Forever" con el director Christopher Sims. Más tarde, en el otoño, salieron de gira al lado de Norma Jean antes de finalizar el año con una gira subsecuente junto a Lamb Of God, Fear Factory y Children Of Bodom. Love dejó oficialmente la banda amistosamente al terminar el año.

### Vendetta(2005–2006)
Throwdown pasóp la primera parte del año escribiendo y grabando para su nuevo álbum Vendetta en los estudios Planet Z Studios con el productor Zeus. Poco antes de que el álbum comenzara sus grabaciones, Mark Choiniere se unió a la banda, aunque no aparece en el vídeo de la canción "Burn" (en el cual aparecen solo cuatro miembros de la banda con Mentley como el único guitarrista). Peters, Dussault, Choiniere, Mentley y Macaluso participaron en el inaugural Sounds Of The Underground con Lamb Of God, Clutch, Poison the Well, Opeth, From Autumn To Ashes, Unearth, Chimaira, Norma Jean, Every Time I Die, GWAR, Strapping Young Lad, High on Fire, All That Remains, Madball, DevilDriver, Terror, A Life Once Lost, Fear Before the March of Flames, The Red Chord, Nora y The Black Dahlia Murder. En el otoño, Throwdown encabezó una gira por los EE. UU. patrocinado por la marca To Die For Clothing, con Sinai Beach como su apoyo. Esta fue la última gira con Macaluso en la banda. Mentley cambió su puesto a bajista, con Mark Choiniere cubriendo el puesto de ambas guitarras. Throwdown ha tenido desde entonces solamente cuatro integrantes.
Throwdown salió de gira con As I Lay Dying, In Flames y Soulfly por varios lugares, co-encabezando giras con The Black Dahlia Murder por Sudamérica, Australia y otra por los E.U. al lado de Zao, Evergreen Terrace y Maylene and the Sons of Disaster. Ellos también aparecieron en el West Coast Vans Warped Tour y en el Download Festival del Reino Unido en el 2006, junto con Metallica y Guns N' Roses. Al mismo tiempo, la banda grabó varias versiones de canciones de The Misfits y Crowbar con el productor Mudrock en el 2006. Ellos también tocaron en Los Ángeles durante el "Strhess Tour" con Shadows Fall, Poison The Well e It Dies Today.

### Venom & Tears(2007–2008)
Throwdown grabó el álbum Venom & Tears nuevamente con el productor Mudrock en Los Ángeles. También, durante esas sesiones, se grabó una versión de Sepultura de la canción "Propaganda". El álbum fue criticado por algunos de sus primeros fanes a quienes no les agradó su nueva orientación musical. La banda participó en el Vans Warped Tour encabezando el escenario "Ernie Ball stage". Después del Warped Tour, filmaron el video de la canción "Holy Roller" con el director Andy Reale. En el otoño, salieron de gira por los E.U. apoyando a Machine Head. Mentley dejó la banda al poco tiempo. Su reemplazo, Mark Mitchell, hizo su debut en vivo con la banda durante unas giras por Sudamérica en diciembre. Peters participó como invitado en el reciente álbum de Soulfly.
En febrero, la banda encabezó el Scum Of The Earth tour promocionando su nuevo álbum Venom And Tears al lado de Soilwork, Through the Eyes of the Dead y War of Ages. Ellos también tocaron en otra gira al lado de Korn en Australia durante el mes de abril, pero tuvieron algunos problemas logísticos con las presentaciones en Auckland, Nueva Zelanda lo que causó que cancelaran la presentación. Acto seguido aparecieron en vivo en Canadá apoyando a Killswitch Engage y regresaron al Reino Unido para aparecer en el Download Festival, además de otros festivales y shows por Europa. Poco después giraron por los Estados Unidos con Cavalera Conspiracy. Dave Peters apareció en vivo con Cavalera Conspiracy en el Download Festival además de aparecer como invitado en una canción del nuevo álbum de Soulfly y en el vídeo musical de esta. 
En marzo del 2008 Throwdown anunció que habían terminado su contrato con Trustkill Records. En diciembre del 2008, la banda firmó con Koch Records y comenzó a trabajar en su siguiente álbum. En el mismo anuncio, se comunicó que Jarrod Alexander, quien había trabajado con ellos en el álbum Haymaker, regresaría a la banda para cubrir el puesto de la batería para el nuevo álbum.
Throwdown apoyó en vivo a Demon Hunter, junto con Living Sacrifice, The Crucified y otras bandas en la mini-gira "Huntour", la cual duró tres noches entre el 12 y 15 de agosto de 2009.

### Deathless(2009–presente)
Throwdown comenzó las grabaciones del nuevo álbum con Mudrock (quien también produjo Venom & Tears) a finales de abril, según lo anunciado en sus páginas de MySpace y Twitter.
En septiembre del 2009 la banda anunció que Deathless estaba ternimado y que más adelante encabezarían el Deathless Tour con Bury Your Dead, For Today, ABACABB, y The World We Knew en noviembre y diciembre.
El 10 de noviembre de 2009, Throwdown lanzó Deathless en Norteamérica con E1 Music y el Europa el 25 de enero de 2010 a través de Nuclear Blast.

## Integrantes
Actuales
- Dave Peters – voz (2002–presente), guitarras (2000–2002)
- Mark Choiniere – guitarras (2005–presente)
- Mark Mitchell – bajo (2007–presente)

En vivo
- Lance Garvin - batería (2009-presente)

Pasados
- Javier Van Huss – bajo (1997–1998)
- Brandan Schieppati – guitarras (1998–2000)
- Marc Jackson – batería (1997–2002)
- Keith Barney – voz (1997–2002), guitarras (2002–2004)
- Tommy Love – guitarras (1997–2004)
- Dom Macaluso – guitarras (1997–1998), bajo (1998–2005)
- Matt Mentley – guitarras (2004–2005), bajo (2005–2007)
- Ben Dussault – batería (2004–2008)

Sesiones
- Ken Floyd – batería (2002)
- Jarrod Alexander – batería (2003, 2008)

## Discografía

### Álbumes de estudio
- Beyond Repair (1999)
- You Don't Have to Be Blood to Be Family (2001)
- Haymaker  (2003)
- Vendetta (2005)
- Venom & Tears (2007)
- Deathless (2009)
- Intolerance (2014)

### EP
- Throwdown (1997)
- Drive Me Dead (2000)
- Throwdown / Good Clean Fun (2000)
- Face the Mirror (2002)
- Americana / Planets Collide (2007)
- Covered in Venom and Tears (2007)
- Take Cover (2020)

### Videos
- Together. Forever. United. (2004)

### Videos musicales
- "Forever" (2004), dirigido por Chris Sims
- "Burn" (2005), dirigido por Chris Sims[5]
- "Holy Roller" (2007), dirigido por Andy Reale[6]
- "The Scythe" (2010), dirigido por Cale Glendening[7]
- "This Continuum" (2010), dirigido por Cale Glendening[8]